# Krzysztof Bonadura młodszy
Krzysztof Bonadura młodszy (ur. w XVII wieku w Grodzisku Wielkopolskim) – polski budowniczy sakralny, syn Krzysztofa.
Krzysztof Bonadura młodszy jest autorem projektów kościoła św. Kazimierza w Poznaniu oraz kościoła św. Józefa i klasztoru karmelitów bosych w Poznaniu.